# Castelnuovo Calcea
Castelnuovo Calcea é uma comuna italiana da região do Piemonte, província de Asti, com cerca de 779 habitantes. Estende-se por uma área de 7 km², tendo uma densidade populacional de 111 hab/km². Faz fronteira com Agliano Terme, Moasca, Mombercelli, Montegrosso d'Asti, Nizza Monferrato, San Marzano Oliveto, Vinchio.

## Demografia
| Variação demográfica do município entre 1861 e 2011                               |
|                                                                                   |
| Fonte: Istituto Nazionale di Statistica (ISTAT) - Elaboração gráfica da Wikipedia |